# Leonardo Jardim
José Leonardo Nunes Alves Sousa Jardim (Barcelona, Venezuela, 1 de agosto de 1974) é um treinador de futebol português. Atualmente comanda o Cruzeiro.

## Infância
Leonardo Jardim nasceu na Venezuela, na cidade de Barcelona, filho de imigrantes portugueses que se instalaram no país, e se reestabeleceram na Ilha da Madeira quando ainda era muito jovem.

## Carreira como treinador

### Camacha
Em 2001, aos 27 anos de idade, iniciou a sua carreira profissional como treinador principal na Associação Desportiva da Camacha, cargo que exerceu durante cinco épocas.

### Chaves
Em consequência do bom trabalho desenvolvido na Camacha, foi convidado para treinar o Desportivo de Chaves, em meados de 2007-2008, liderando o clube nortenho à promoção à Liga de Honra.

### Beira-Mar
No verão de 2009, chega ao comando técnico do Beira-Mar e consegue atingir outra promoção, desta vez à Primeira Liga portuguesa. Na época seguinte, a dez jornadas do fim do campeonato, quando o Beira-Mar lutava pelos lugares que dão acesso às competições europeias, Jardim demitiu-se devido a discordâncias com a direção na venda de atletas.

### SC Braga
Em maio de 2011, Jardim substitui Domingos Paciência no comando do S.C. Braga, uma ligação que durou apenas uma época. 

### Olympiacos
Em 5 de junho de 2012, Jardim celebrou um contrato de dois anos com o clube grego Olympiacos. A 19 de janeiro de 2013, apesar de à data o clube liderar a tabela classificativa com 10 pontos de avanço, Leonardo Jardim acabou por sair do Olympiacos.[carece de fontes?]

### Sporting
Na época 2013-14, juntou-se ao Sporting como treinador da primeira equipa por duas temporadas. Levou o elenco a segunda posição na Liga Portuguesa. Entretanto, o treinador, rescinde com o Sporting, acordando uma cláusula de rescisão de três milhões de euros para o clube.

### Monaco
Em 8 de junho de 2014 foi apresentado como treinador do Monaco por duas temporadas. Foi também demitido no dia 28 de dezembro de 2019 do mesmo, devido a maus resultados.

### Al Hilal
Em 2021 foi contratado pelo Al Hilal, da Arábia Saudita, e registou uma época de sucesso, vencendo o Campeonato Saudita, a Supertaça e a Liga dos Campeões Asiática, a maior competição de clubes asiáticos. Viria a deixar o clube a 14 de fevereiro de 2022.

### Shabab Al-Ahli
No mesmo ano, em junho, tornou-se treinador do Shabab Al Ahli, equipa dos Emirados Árabes Unidos. Sagrou-se campeão na penúltima jornada, devolvendo o título ao Al Ahli sete anos depois da última conquista, e somou assim o quarto campeonato em países diferentes como treinador.

### Al-Rayyan
Em junho de 2023 foi anunciado como treinador do Al-Rayyan, do Qatar.

### Al Ain
No dia 8 de novembro de 2024, o Al-Ain, dos Emirados Árabes Unidos, anunciou Leonardo Jardim como novo técnico.

### Cruzeiro
Em 4 de fevereiro de 2025, o Cruzeiro oficializou a chegada de Leonardo Jardim. Clube e treinador acertaram um contrato válido por duas temporadas.

## Estatísticas como treinador
Atualizadas até 22 de julho de 2021.
| Equipe         | Jogos | Vitórias | Empates | Derrotas | Aproveitamento |
| -------------- | ----- | -------- | ------- | -------- | -------------- |
| Chaves         | 48    | 28       | 11      | 9        | 65.97%         |
| Mônaco         | 270   | 141      | 61      | 68       | 59.75%         |
| Sporting       | 35    | 23       | 8       | 4        | 73.33%         |
| Olympiacos     | 26    | 20       | 3       | 3        | 80.77%         |
| Braga          | 46    | 27       | 9       | 10       | 65.22%         |
| Shabab Al Ahli | 31    | 18       | 7       | 6        | 58.06%         |
| Beira-mar      | 66    | 27       | 19      | 20       | 50.51%         |

## Títulos
Olympiacos
- Campeonato Grego: 2012–13
- Copa da Grécia: 2012–13

Monaco
- Campeonato Francês: 2016–17

Al-Hilal
- Liga dos Campeões da AFC: 2021
- Supercopa da Arábia Saudita: 2021

Shabab Al Ahli
- UAE League: 2022–23

### Prêmios individuais
- Melhor treinador do Campeonato Francês: 2016–17[16]
- Melhor Treinador Português: 2017, 2022[17][18]
- Melhor Treinador Português no Estrangeiro (Prémio CNID): 2017[19]
- Melhor Treinador do Ano (Globos de Ouro): 2018[20]

### Honrarias
- Medalha de Mérito de Grau Prata[21]